# Remington 597
Remington 597 (Ремингтон 597) — малокалиберная полуавтоматическая магазинная винтовка производства США.
Винтовка Remington 597 выпускается в двух калибрах:
1. калибр .22 LR (англ. long rifle — «длинный винтовочный»), 5,6×15 мм R.
2. калибр .22 WMR (англ. .22 Winchester Magnum Rimfire, варианты названия — 5,6 мм Винчестер Магнум, .22 Magnum, .22 Mag).

Технически представляет собой самозарядную винтовку. Работа автоматики основана на откате свободного затвора. Запирание сделано инерционным. Возвратный механизм состоит из двух пружин с направляющими, по которым скользит затвор. Такое устройство автоматики создает положительный баланс её деталей в процессе стрельбы. Ёмкость магазина зависит от калибра и может составлять от 8 до 10 патронов, имеются 30-зарядные магазины.
Ударный механизм карабина Ремингтон курково-ударникового типа. Курок находится в основании спускового механизма, ударник расположен в теле затвора и подпружинен. Стреляная гильза извлекается при помощи жесткого выбрасывателя и отражателя.
Предохранитель кнопочного типа находится в проеме спусковой скобы в задней её части. Магазин 10-зарядный, двухрядный, с металлическим корпусом. Патроны размещаются в него без перекосов и особого усилия. Магазин за габариты оружия практически не выступает, что наилучшим образом отражается на внешнем виде карабина.
Прицел открытый с нерегулируемой мушкой и прорезным целиком, перемещаемым для регулировки в двух плоскостях с помощью микрометрических винтов. Имеется также посадочная планка типа «ласточкин хвост» для укрепления оптики. Металлические детали карабина Ремингтон модели 597 фосфатированы и имеют небликующую матовую поверхность темно-серого цвета.